# روری کاکرین
روری کاکرین (انگلیسی: Rory Cochrane؛ زادهٔ ۲۸ فوریهٔ ۱۹۷۲) یک هنرپیشه اهل ایالات متحده آمریکا است.

## گزیده فیلمشناسی
از فیلم‌ها یا برنامه‌های تلویزیونی که وی در آن نقش داشته‌است می‌توان به آثار زیر اشاره کرد.
- مات و مبهوت (۱۹۹۳)
- عشق و ای ۴۵ (۱۹۹۴)
- سوابق امپراتور (۱۹۹۵)
- زندگی کوتاه (۱۹۹۵)
- بی‌عیب (فیلم ۱۹۹۹) (۱۹۹۹)
- پرایم گیگ (۲۰۰۱)
- جنگ هارت (۲۰۰۲)
- یک پوینده تاریک (فیلم) (۲۰۰۶)
- دشمنان ملت (فیلم ۲۰۰۹) (۲۰۰۹)
- نمایش مصائب (۲۰۱۰)
- آرگو (فیلم ۲۰۱۲) (۲۰۱۲)
- پارکلند (۲۰۱۳)
- نورگیر (فیلم) (۲۰۱۴)
- عشاء ربانی سیاه (۲۰۱۵)
- من نرو هستم (۲۰۱۶)
- متخاصمان (فیلم) (۲۰۱۷)
- ریک پسر سفیدپوست (۲۰۱۸)
- دویدن تایسون (۲۰۲۲)
- سی‌اس‌آی (۲۰۰۲)
- سی‌اس‌آی: میامی (۲۰۰۲–۲۰۰۴, ۲۰۰۷)
- ۲۴ (مجموعه تلویزیونی) (۲۰۰۹)